# Gmina targowa
Gmina targowa (niem. Marktgemeinde lub Markt) – rodzaj gminy posiadającej prawa targowe, wyróżniona ze względów historycznych. Gminy takie występują w Bawarii, Austrii i Południowym Tyrolu.
Od czasu reformy administracyjnej w Austrii w roku 1849 jest to jedynie tytuł wyróżniający gminę niedający żadnych przywilejów. Oprócz tego istnieją zwykłe gminy, miasta i miasta na prawach powiatu.
1 maja 2013 w Hesji utworzono cztery gminy targowe w powiatach Fulda i Hersfeld-Rotenburg.